# Amonestación
Amonestación, en su sentido más genérico, es una sanción hecha con la intención de evitar que se repita un comportamiento indeseable. En los negocios, es la primera herramienta con la que cuenta una empresa para sancionar las faltas e incumplimientos leves o graves por parte de un trabajador. 
Hay dos tipos de amonestaciones:
- La amonestación verbal: es una sanción por falta leve con la que se advierte al trabajador de la posibilidad de ser sancionado más gravemente si persiste en su conducta infractora.
- La amonestación por escrito: es una sanción por falta más grave, que debe ser notificada expresando el serio descontento de la empresa y haciendo constar la fecha y los hechos que la motivan. A diferencia de la amonestación verbal, que siempre se prescribe para las faltas leves, los convenios colectivos incluyen esta modalidad sancionadora simultáneamente tanto para las faltas leves como graves.

Antes de amonestar por escrito a un trabajador hay que tener en cuenta algunas consideraciones importantes:
- Que los hechos sean ciertos y se puedan demostrar.
- Que los hechos correspondan con alguna de las faltas que se especifican el convenio.
- Que la comunicación se realice en plazo y forma.
- Que la sanción sea proporcional a la falta, según el convenio.

En ocasiones, el trabajador puede negarse a recibir la carta de amonestación. En ese caso, se recomienda la entrega de la carta en mano en presencia de testigos que acrediten el hecho del conocimiento del trabajador.
Se recuerda que si el trabajador sancionado considera que los hechos descritos no son ciertos o que la empresa no puede demostrarlos, todas las sanciones son recurribles en el juzgado de lo social (que es un servicio gratuito para el trabajador) y es deber de la empresa demostrar que los hechos sancionados son ciertos.
El plazo que posee el empleado para pedir la revisión de la falta es de 20 días a partir de su notificación. (Art. 58.2 ET). Esta se realiza a través de un procedimiento especial regulado en los arts. 114 y 115 de la LPL.
Tras su revisión, la sentencia puede pronunciarse:
- Confirmando la sanción.
- Revocándola parcialmente: cuando se acredita la existencia de falta, pero esta no reviste la gravedad atribuida. En este caso el juez puede imponer una sanción adecuada, que en cualquier caso, sea inferior a la establecida por el empleador.
- Revocándola totalmente: en caso de que no se haya probado la existencia de los hechos imputados, o que, habiéndose probado, no sean constitutivos de falta.
- Declarándola nula, en alguno de los siguientes supuestos:
  - Cuando no se han observado los requisitos formales exigidos en las disposiciones aplicables o, aunque se hayan aplicado, no se haya hecho de forma adecuada, por lo que ha provocado indefensión en el trabajador sancionado.
  - Si no hay audiencia previa del resto de los integrantes del órgano de representación, cuando se trate de una sanción a un representante de los trabajadores.
  - Cuando se ha omitido el requisito de audiencia previa a los delegados sindicales, si se trata de la imposición de una sanción a un trabajador afiliado a un sindicato.
  - En el caso que se hayan impuesto las sanciones expresamente prohibidas en el Estatuto de los Trabajadores.

Las amonestaciones prescriben a los 10 días si están consignadas en el convenio colectivo como falta leve, o a los 20 días en caso de falta grave, a partir de la fecha en que la empresa tuvo conocimiento de su comisión.
Las Amonestaciones llevan en sí disciplina que puede afectar nuestras relaciones personales 
- Datos: Q5672935